# Шольц, Алина
Алина Шольц (24 сентября 1908, Люблин, Люблинская губерния — 25 февраля 1996, Варшава) — польский ландшафтный архитектор, известна, как один из пионеров страны в развитии этой области. На протяжении всей своей карьеры она работала над различными государственными и частными проектами для кладбищ, парков и зелёных насаждений. Некоторые из её наиболее известных работ включают в себя территорию виллы на улице Келецкой в Варшаве, за которую она получила серебряную медаль на Всемирной выставке 1937 года в Париже, мемориальное кладбище жертв резни в Пальмире и ландшафтные проекты вдоль восточно-западного транспортного маршрута Варшавы. Помимо своей дизайнерской работы, она была одной из основательниц Международной федерации ландшафтных архитекторов.

## Ранний период жизни
Алина Зофия Шольц родилась 24 сентября 1908 года в Люблине, в Царстве Польском. В 1918 году она поступила в женскую гимназию в Люблине, которую окончила в 1926 году и начала работать в местном питомнике растений. Она поступила в университет, начав свое образование в области истории искусств, но быстро сменила планы и поступила на факультет садоводства Варшавского университета биологических наук (пол. Szkoła Główna Gospodarstwa Wiejskiego (SGGW)). Во время практики в 1928 году она вместе с пятью коллегами участвовала в первых занятиях, которые проводил Францишек Кшивда-Полковский на Скерневицкой экспериментальной станции. В 1930 году она поехала в Соединённое Королевство, чтобы изучать английское ландшафтное планирование и дизайн. Она посетила множество известных садов, таких как Брокет-холл в Хартфордшире, Катор-Корт в Девоне, Ботанический сад Давика на шотландских границах недалеко от Пиблсшира и Саттон-Плейс в Суррее. Шольц завершила свою дипломную работу и дизайнерский проект, создав парк в Королевском замке в Варшаве в 1932 году, получив сертификат инженера-садовода.

## Карьера
В 1933 году Шольц стала ассистенткой отдела архитектуры и парковых исследований SGGW в Варшаве. В период с 1933 по 1939 год она разработала несколько проектов частных домов, проект дворца Брюля в Варшаве, проект зелёных насаждений для Służewiec Racecourse и парк в заповеднике Голубые источники. В этот период она также участвовала в совместных проектах: с Ромуальдом Гуттом для зелени Кургана Пилсудского в Кракове; с Кшивдой-Полковски для развития парка в Желязова-Воле; снова с Гуттом в проекте реставрации имения Зулув, места рождения Юзефа Пилсудского. В 1937 году Шольц и Гутт были награждены Серебряной медалью на Всемирной выставке в Париже за ландшафтный дизайн виллы на улице Келецкой в Варшаве. В 1938 году Шольц стала членом общества польских урбанистов.
Во время Второй мировой войны Шольц работала садоводом и хранителем зелени в Желязова-Воле, а когда война закончилась, она вернулась на свою должность в SGGW в качестве адъюнкт-профессора. В 1945 году она и Гутт спроектировали кладбище варшавских повстанцев по просьбе полковника Яна Мазуркевича. Их проект предусматривал широкую центральную аллею, обрамленную рядами деревьев, с часовней-мавзолей на одном конце и декоративным расположением могил. Эти двое также работали над мемориалом на кладбище Пальмири. В 1946 году Шольц стала членом Ассоциации польских архитекторов (пол. Stowarzyszenia Architektów Polskich (SARP)), а через два года стала одной из основательниц Международной федерации ландшафтных архитекторов (ИФЛА). Когда Кшивда-Польковский в 1949 году умер, Шольц начала работать в ландшафтной мастерской пол. Biuro Odbudowy Stolicy (BOS), которое позже станет Управлением городского планирования Варшавы. Группа занималась поддержанием зелёных насаждений в Варшаве, планированием и проектированием новых зон отдыха, чтобы подчеркнуть и улучшить природный ландшафт, а также созданием жилья с улучшенными условиями жизни за счёт создания внутренних садовых пространств. Одним из первых проектов, над которым Шольц работала для бюро, было озеленение вдоль восточно-западного транспортного маршрута. Между 1948 и 1949 годами она вместе с Гуттом работала над реконструкцией Саксонского сада.
Начиная с 1958 года Шольц работала над проектами по совместной инициативе Warsaw Housing Cooperative и кооператива «Инвестпроект» по проектированию ландшафта для жилищных проектов, разработанных Халиной Скибневской. В 1959 году Шольц разработала совместно с Варшавским управлением городского планирования проект под названием «Народный парк», который включал три парка в ущелье реки Висла в Малой Польше. Парки включали северный парк в Мэримонте; парк между Скарышевским парком, ранее известным как Падеревский парк, в районе Прага Полудне в Варшаве и Варшавским зоопарком; и центральный парк, расположенный между Уяздовским замком и комплексом зданий, в котором размещался Сейм Королевства Польского. Была завершена лишь небольшая часть этого проекта, который первоначально назывался Центральным повисленским парком культуры и отдыха, а теперь известен как парк Эдварга Рыдз-Смиглы в Варшаве. Шольц совместно с Збигневом Карпинским и Ежи Коварским спроектировала сад в посольстве Польши в Пекине; сад с Гуттом, Тадеушем Зелинским и Збигневом Карпинским у посольства Китая в Варшаве; и сад с Гуттом, Веславом Новаком, Зелинским и Веславом Новаком в посольстве Польши в Пхеньяне, Северная Корея.
В течение многих лет Шольц была делегатом SARP в Международной федерации ландшафтных архитекторов. С 1964 года она была координатором секции ландшафтной архитектуры Ассоциации польских архитекторов. В следующем году она была выбрана SARP для работы в Комиссии по проверке и искусству. В июле 1979 года, за год до выхода на пенсию, ассоциация присвоила ей статус «Создатель».

## Смерть и наследие
Шольц умерла 25 февраля 1996 года в Варшаве. Она известна как одна из основоположниц польской ландшафтной архитектуры.